# Tarphyscelis
Tarphyscelis é um gênero de mariposa pertencente à família Acrolepiidae.